# Pierre Trudeau
Joseph Philippe Pierre Yves Elliott Trudeau (Montreal, 18 de octubre de 1919 – Montreal, 28 de septiembre de 2000) fue un abogado y político canadiense que ejerció como primer ministro de Canadá de 1968 a 1979 y de 1980 a 1984.
Nacido en el seno de una familia francocanadiense en Outremont, un afluente suburbio de Montreal, Trudeau se dedicó a la abogacía hasta que decidió entrar a la política en la década de 1950, como opositor al conservador partido Union Nationale, que en ese entonces dominaba Quebec. En 1965 abandonó el Nuevo Partido Democrático por el Partido Liberal, siendo electo a la Cámara de los Comunes ese mismo año. En 1967 fue designado ministro de Justicia y Fiscal General por el primer ministro Lester B. Pearson. Desde esta posición Trudeau flexibilizó las leyes relacionadas al divorcio, despenalizó la homosexualidad y legalizó el aborto en todas la provincias. En 1968 sucedió a Pearson como líder del Partido Liberal, lo que lo convirtió en primer ministro del país. Su personalidad carismática y extrovertida provocó un fenómeno social conocido como "Trudeaumania", que aseguró su aplastante victoria en las elecciones de ese año.
Trudeau fue la figura central de la política canadiense por quince años, de una manera nunca antes vista en el país. Además recibió mucha más atención internacional que cualquier otro líder del país. Ganó tres elecciones seguidas; en 1968, 1972 y 1974; hasta que fue derrotado por un estrecho margen en 1979, por el conservador progresista Joe Clark. Tan solo meses después volvería al poder tras su victoria en las elecciones de 1980, gobernando hasta 1984, cuando decidió retirarse de la política. Su mandato como primer ministro fue el tercero más largo en la historia de Canadá, solo detrás de John A. Macdonald y William Lyon Mackenzie King.
El mandato de Trudeau es visto como un giro a la izquierda en lo que anteriormente había sido un país relativamente conservador. Como primer ministro adoptó el nacionalismo económico, imponiendo medidas proteccionistas; incrementó exponencialmente el gasto público, lo que resultó en déficits presupuestarios anuales; desafió el liderazgo de Estados Unidos al fomentar relaciones con la Unión Soviética, China y Cuba; promovió el multiculturalismo; implementó el bilingüismo oficial y aumentó la inmigración no europea. Uno de los asuntos más importantes con los que tuvo que lidiar fue el nacionalismo quebequés, al que se opuso firmemente; cuando terroristas del Frente de Liberación de Quebec secuestraron a varias personas en 1970, lo que hoy se conoce como la crisis de octubre, Trudeau los derrotó invocando la Ley de Medidas de Guerra, una decisión controvertida hasta el día de hoy; en 1980, cuando Quebec llevó a cabo un referéndum que proponía más soberanía para la provincia, Trudeau lideró la campaña a favor del rechazo, opción que resultó victoriosa. En sus últimos años de gobierno consiguió la soberanía total de Canadá, a través la Ley Constitucional de 1982, que a su vez promulgó la Carta Canadiense de Derechos y Libertades.
Luego de retirarse de la política, Trudeau volvió a practicar la abogacía, trabajando en el estudio jurídico Heenan Blakie. Volvió brevemente al escenario político al pronunciarse en contra del Acuerdo de Meech Lake y luego del Acuerdo de Charlottetown (cambios a la constitución que declararían Quebec como una "sociedad distinta"), argumentando que estos fortalecerían el independentismo quebequés. Trudeau murió en 2000, a los ochenta años. Es considerado como uno de los primeros ministros más consecuentes de la historia de Canadá. Su hijo primogénito, Justin Trudeau, fue primer ministro de Canadá.

## Biografía
Nació el 18 de octubre de 1919 en la ciudad de Montreal, provincia de Quebec, en el seno de una familia adinerada, de madre escocesa, y padre francés.
Desde los seis hasta los doce años, Trudeau asistió a la escuela primaria, Académie Querbes, en Outremont, donde se sumergió en la religión católica. El colegio, para católicos ingleses y franceses, era exclusivo y con clases muy reducidas, y Trudeau destacó en matemáticas y religión. Desde sus primeros años, Trudeau fue bilingüe con fluidez, lo que más tarde demostraría ser una "gran ventaja para un político en la Canadá bilingüe". En su adolescencia, asistió al colegio francófono de los jesuitas Jean-de-Brébeuf, un prestigioso centro de enseñanza secundaria conocido por educar a la élite de las familias francófonas de Quebec
En su séptimo y último año académico, 1939-1940, Trudeau se centró en conseguir una beca Rhodes. En su solicitud escribió que se había preparado para el cargo público estudiando oratoria y publicando muchos artículos en Brébeuf. Las cartas de recomendación lo elogiaban mucho. El padre Boulin, que era el director del colegio, dijo que durante los siete años que Trudeau pasó en el colegio (1933-1940), había ganado un "centenar de premios y menciones honoríficas" y "se había desempeñado con distinción en todos los campos". Trudeau se graduó en el Collège Jean-de-Brébeuf en 1940, a la edad de veintiún años.
Trudeau no obtuvo la beca Rhodes. Consultó a varias personas sobre sus opciones, entre ellas Henri Bourassa, el economista Edmond Montpetit y el padre Robert Bernier, franco-manitobano. Siguiendo sus consejos, eligió la política y se licenció en Derecho en la Universidad de Montreal.
Se educó en las escuelas más prestigiosas del mundo: la Universidad de Harvard, la London School of Economics y el Instituto de Estudios Políticos de París (coloquialmente conocido como Sciences Po).
Probablemente se le pueda calificar como el primer ministro más popular y polémico en la historia del país. Una vez en el cargo se hizo responsable del establecimiento como oficial de los idiomas francés e inglés, creó la legislación de la Carta Canadiense de los Derechos y las Libertades, la cual establece la Igualdad de Derechos, que implica que todos los ciudadanos tienen "Derecho a la protección y beneficio de la ley sin discriminación alguna sea por origen, color, raza, sexo, edad o discapacidad mental o física". Esta carta también incluye la libertad de expresión y de prensa.
El documento establece en la sección 27 que «Esta Carta deberá interpretarse de una manera consistente con la preservación y mejora del patrimonio multicultural de los canadienses».
También tuvo mucho que ver en la repatriación desde Inglaterra de la Constitución de 1867, la British North America Act, terminando de esta forma con los últimos lazos coloniales con dicho país. También fue quien estableció la actual Constitución de Canadá, dictada bajo su último gobierno en 1982.

## Carrera política
Al terminar sus estudios recorrió Europa durante varios años y en 1943 regresó a Canadá y empezó a trabajar como abogado. También regresó a la Universidad de Quebec como profesor adjunto, mientras establecía sus primeros contactos políticos como funcionario en la Secretaría del Gabinete de Ottawa, acabó siendo el principal asesor en cuestiones de Derecho Laboral y de Libertades Civiles.
En 1961 fue nombrado catedrático adjunto de la Facultad de Derecho de la Universidad de Montreal, en la que estuvo hasta 1965. En ese mismo año se presentó a las elecciones parlamentarias por el Partido Liberal y fue elegido diputado por primera vez. 
Un año más tarde fue elegido secretario parlamentario del primer ministro Lester Pearson, puesto que desempeñó hasta abril de 1967 cuando fue nombrado ministro de Justicia y procurador general de Canadá, cargos que desempeñó hasta 1968. En su etapa como ministro de Justicia practicó reformas liberales en terrenos como el aborto y la homosexualidad.
En 1968 ganó las elecciones y fue nombrado primer ministro en sucesión de Lester Pearson. Durante este mandato se destacan entre otras medidas, el decreto de estado de guerra ante diversos actos de terrorismo, entre los que se incluye el asesinato del ministro de trabajo Laporte.
En 1972 se estableció un gobierno minoritario que lo reeligió como primer ministro. Durante este período tuvo el apoyo de los socialdemócratas del NDP. Aunque el 9 de mayo de 1974 perdió una moción de censura, el 8 de junio del mismo año fue nuevamente reelegido con mayoría absoluta en las elecciones legislativas.
En 1976 visitó Cuba, visita en la que llevó a su familia. Fue el primer jefe de Estado de un país miembro de la OTAN que lo hizo. Fidel Castro incluso cargó al tercer hijo de Trudeau, Michael, y ambos políticos establecieron una fuerte amistad, que solo terminaría con la muerte de Trudeau en el 2000. Castro acudiría a su funeral, donde saludaría a toda la familia Trudeau.
En 1978 decretó el embargo a Cuba, el cual se mantuvo hasta el verano de 1993, al tener conocimiento de la presencia militar cubana en Angola. En 1979 lo derrotaron los conservadores con Joe Clark al frente, lo que lo convirtió en el líder de la oposición. El nuevo gobierno duró 8 meses, y Pierre Trudeau fue reelegido por cuarta vez el 18 de febrero de 1980. 
Firme defensor del federalismo, tenía una visión de Canadá como algo más que una simple suma de territorios independientes, lo que según algunos analistas supuso un severo freno a las aspiraciones separatistas de regiones como Quebec. En 1980, con una apasionada campaña en contra del separatismo, consiguió que en un referéndum planteado en Quebec sobre la cuestión, la propuesta fuera derrotada por un 60% de los votos.

### Política social durante su etapa como primer ministro entre 1968 y 1979

#### Bilingüismo y multiculturalismo
El primer gran impulso legislativo de Trudeau fue la aplicación de la mayoría de las recomendaciones de la Comisión Real Pearson sobre Bilingüismo y Biculturalismo a través de la Ley de Lenguas Oficiales (Official Languages Act), que convertía al francés y al inglés en lenguas oficiales del gobierno federal. Más polémica que la declaración (respaldada por el NDP y, con cierta oposición, por los PC) fue la aplicación de los principios de la ley: entre 1966 y 1976, la proporción de francófonos en la administración pública y el ejército se duplicó, lo que causó alarma en algunos sectores de la Canadá anglófona, que pensaban que se les estaba perjudicando.
El gabinete de Trudeau cumplió la parte IV del informe de la Comisión Real sobre Bilingüismo y Biculturalismo anunciando una "Política de Multiculturalismo" el 8 de octubre de 1971. Fue la primera de este tipo en el mundo, y luego fue emulada en varias provincias, como Alberta, Saskatchewan, Manitoba, y otros países, sobre todo Australia, que ha tenido una historia y un modelo de inmigración similares. Más allá de los aspectos específicos de la política en sí, esta acción señaló una apertura al mundo y coincidió con una política de inmigración más abierta que había sido introducida por el predecesor de Trudeau, Lester B. Pearson. Esta política reconocía que, aunque Canadá era un país de dos lenguas oficiales, reconocía una pluralidad de culturas: "una política multicultural dentro de un marco bilingüe". lo que molestó a la opinión pública de Quebec, que creía que ponía en entredicho la reivindicación de Quebec de que Canadá era un país de dos naciones.

#### Inmigración
Durante la crisis de refugiados provocada por la huida de los denominados "boat people" de Vietnam, miles de personas, en su mayoría de etnia china, huyeron del Vietnam comunista en embarcaciones improvisadas a través del mar de la China Meridional, normalmente hacia la colonia británica de Hong Kong, el gobierno de Trudeau fue generoso a la hora de conceder asilo a los refugiados. En 1980, Canadá había aceptado a unos 44.000 de los "boat people", convirtiéndose en uno de los principales destinos para ellos.

#### Cuestiones indígenas
En 1969, Trudeau, junto con su entonces ministro de Asuntos Indígenas, Jean Chrétien, propuso el Libro Blanco de 1969 (titulado oficialmente "Declaración del Gobierno de Canadá sobre la política india"). Según la legislación del Libro Blanco, se eliminaría el Estatuto Indio. Los Pueblos de las Primeras Naciones se incorporarían plenamente a las responsabilidades del gobierno provincial como ciudadanos canadienses en igualdad de condiciones, y se eliminaría el estatus de reserva que imponía las leyes de propiedad privada en las comunidades indígenas. Se pondría fin a todos los programas o consideraciones especiales que se habían concedido a los pueblos de las Primeras Naciones en virtud de la legislación anterior, ya que el Gobierno consideraba que las consideraciones especiales actuaban como un medio para separar aún más a los pueblos indios de los ciudadanos canadienses. Esta propuesta fue considerada por muchos como racista y un ataque a la población aborigen de Canadá. El Libro Blanco proponía la asimilación general de las Primeras Naciones al cuerpo político canadiense mediante la eliminación de la Ley Indígena y del estatus de indio, la parcelación de las tierras de las reservas a propietarios privados y la supresión del Departamento de Asuntos Indígenas y del Norte. El Libro Blanco provocó la primera gran movilización nacional de activistas indios y aborígenes contra la propuesta del gobierno federal, lo que llevó a Trudeau a anular la legislación.

#### Pena de muerte
El 14 de julio de 1976, tras un largo y emotivo debate, la Cámara de los Comunes canadiense aprobó por 130 votos a favor y 124 en contra el proyecto de ley C-84, que abolía completamente la pena de muerte e instauraba la cadena perpetua sin libertad condicional durante 25 años para el asesinato en primer grado.

### Después de 1979
En 1982 promovió la firma de la Carta Magna (no fue firmada por Quebec). Durante este mandato su popularidad tocó fondo, llegando al 23%, lo más bajo desde la Segunda Guerra Mundial para un primer ministro canadiense, hecho que lo hizo dimitir de su partido, y más tarde de su cargo en 1984.

## Últimos años de vida
En los últimos dieciséis años de su vida se destacan los siguientes hechos:
- fue miembro del Consejo de Interacción, grupo de ex gobernantes de diversos países formado con el propósito de analizar los problemas económicos, estratégicos y ecológicos mundiales.
- fue miembro del Consejo de jefes de Gobierno Libremente Elegidos, entre los que se destaca la presencia del expresidente norteamericano Jimmy Carter.
- en 1992 intervino en la conferencia anual de ex jefes de Estado y de Gobierno, en Berlín y en la conferencia sobre América Latina del BID, en México.
- se manifestó ante distintos comicios canadienses. Hizo una campaña en contra del referéndum sobre la secesión de Quebec en octubre de 1992, alegando que esto provocaría un caos que llevaría a la desintegración del país.
- en 1993 realizó una campaña en contra del entonces recién creado Bloc québécois, de corte independentista, en la que sostenía que su ascenso al poder sería una amenaza para Canadá.
- fue miembro del jurado del Premio de Fomento de la Paz de la Unesco.

## Publicaciones
- La huelga del amianto (1956)
- La dualidad canadiense (1960)

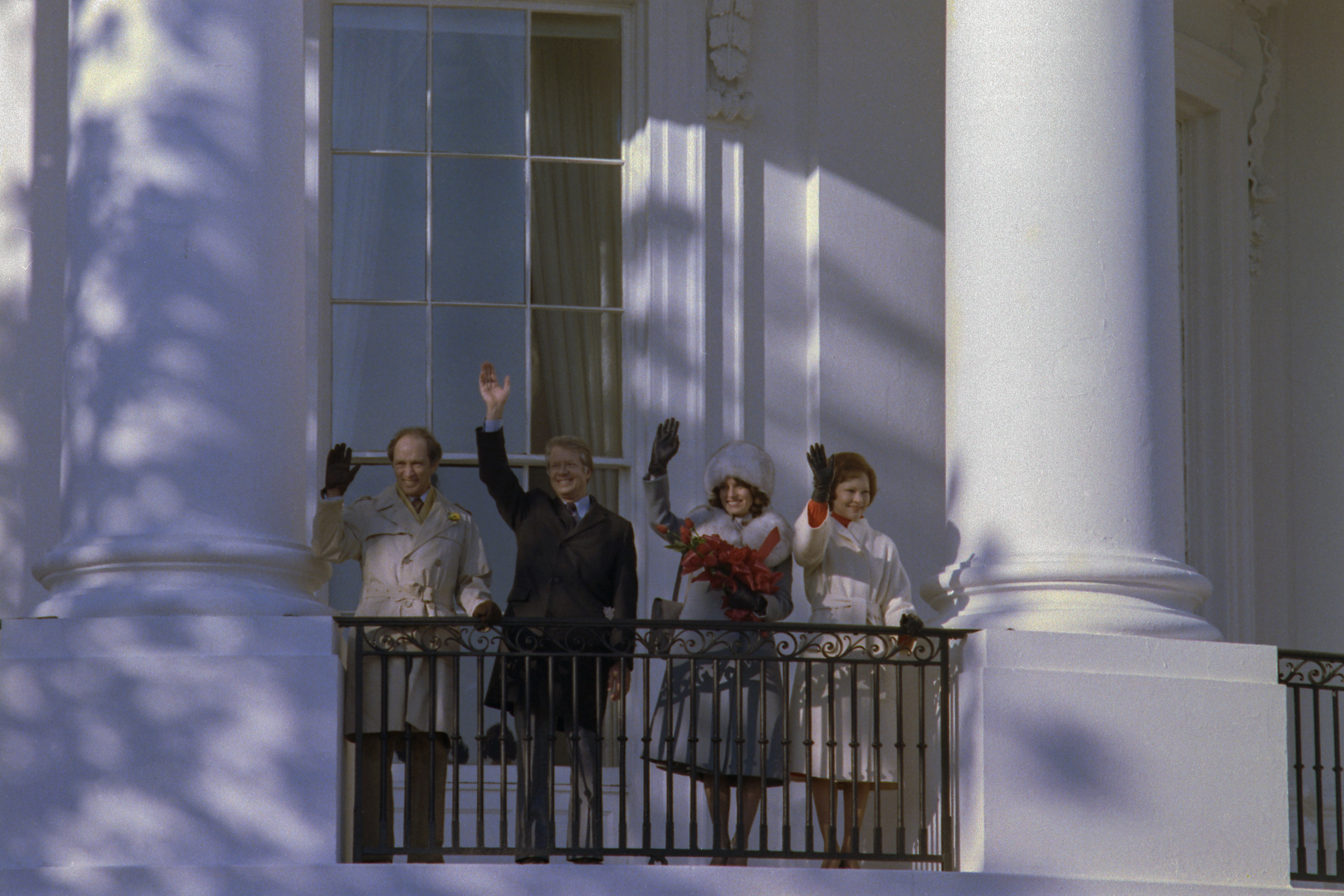
Pierre Trudeau con Jimmy Carter, Margaret Trudeau y Rosalynn Carter en la Casa Blanca en 1977.

- Dos inocentes en la China Roja (1961)
- El federalismo y los canadienses franceses (1968)
- Respuestas (1968).

## Vida personal
El 4 de marzo de 1971 se casó con Margaret Sinclair en una ceremonia secreta en el norte de Vancouver, BC. Se habían conocido en Tahití en 1968, cuando ella tenía 20 años, veintinueve años menos que él. Formaron una de las parejas con más impacto social hasta su separación, en 1977. Tuvieron tres hijos. Se divorciaron oficialmente en 1984.
Sufrió un golpe vital en 1998, con la muerte de su hijo menor Michel (de 23 años), en una avalancha, mientras practicaba alpinismo. Su hijo mayor, Justin Trudeau, ha seguido sus pasos en la política, convirtiéndose en el primer ministro de su país en 2015.
Su hijo mediano, Alexandre, es cineasta y periodista.